# Hemirrhagus reddelli
Hemirrhagus reddelli is een spinnensoort in de taxonomische indeling van de vogelspinnen (Theraphosidae).
Het dier behoort tot het geslacht Hemirrhagus. De wetenschappelijke naam van de soort werd voor het eerst geldig gepubliceerd in 1973 door Willis J. Gertsch.